# Мюллер, Иоганн Гельфрих фон
Иоганн Гельфрих фон Мюллер (нем. Johann Helfrich von Müller (1746, Клеве—1830, Дармштадт) — немецкий инженер и архитектор. Выдвинул идею «разностной машины» — специализированного механического вычислительного устройства. Считается первым, кто предложил использовать метод разностей при вычислениях и вывод результатов в печатном виде. Разработал малогабаритный механический калькулятор.

## Биография
Родился 16 января 1746 года в Клеве (город в земле Северный Рейн — Вестфалия, Германия). Отец — Лоренц Фридрих Мюллер (Lorenz Friedrich Müller; 1715—1796), архитектор и инженер. Мать — Мария Магдалена Йозефа (Maria Magdalena Josepha; 1726—1800).
После получения начального образования в маленькой частной школе был отправлен учиться в грамматическую школу в Дармштадт. Весной 1762 года стал кадетом Артиллерийского корпуса армии Гессен-Дармштадтского ландграфства, переехав в Гисен вместе с семьёй. Там стал посещать лекции по математике и физике в Гисенском университете. Его отец хотел, чтобы сын продолжил семейную традицию и также стал инженером-архитектором, но Иоганн находил более привлекательными другие карьеры. Ещё во время учёбы в грамматической школе он хотел стать художником, в университете надеялся стать профессором математики и физики. Однако скоро он обнаружил, что профессия инженера наиболее интересна для него, и посвятил много времени чтению книг по статистике, гидравлике и механике.
В 1769 году Артиллерийский корпус сократил свою численность, и Мюллер был вынужден искать работу. Вскоре после этого его нанял в качестве инженера принц Георг Вильгельм, правитель Гессена — человек с широкими интересами как в гражданской, так и в военной архитектуре и инженерии.
В 1769—1770 годах Мюллер предпринял обширное образовательное путешествие по Италии (Рим, Неаполь, Венеция) и Австрии (Вена). В апреле 1772 года принц Вильгельм взял Мюллера с собой в пятимесячную поездку в Париж, где они посетили и изучили множество удивительных зданий и машин в городе, а также в Сен-Клу Версале и Марли. После возвращения из этой поездки Мюллер посвятил большинство своего времени архитектурным и механическим проектам и разнообразным финансовым расчётам для правителя.
В феврале 1774 года Мюллер стал строительным инспектором в Дармштадте, а три года спустя — строителем-подрядчиком, ответственным за проектирование и техническое обслуживание зданий. В 1778 году он вернулся на военную службу в чине капитана Артиллерийского корпуса, впоследствии продвинулся до подполковника в 1797 году и полковника — в 1800 году.
В 1770 году Мюллер принял участие в проектировании нескольких общественных зданий Дармштадта. Фонтан на Рыночной площади перед старой ратушей Дармштадта, построенный по проекту Иоганна Мюллера в 1780 году, сохранился до сих пор.
Иоганн Мюллер обладал весьма творческим мышлением, и начал делать изобретения с начала 1770-х годов. Первым изобретением был заказанный принцем для своих детей театр с оптическими и механическими эффектами. Дальнейшими разработками были: большое зажигательное (фокусирующее) зеркало, солнечные часы, воздушный насос, пневматическое ружьё, барометр, дальномер и тому подобное. 
В период с 1776 по 1790 годы Мюллер был государственным архитектором. С 1792 года до ухода на пенсию (1820) он служил гофмейстером в Дармштадте. За все заслуги 23 июня 1810 года великий герцог Гессенский Людвиг I пожаловал ему дворянство (с этого момента его фамилия изменилась: фон Мюллер).
19 августа 1781 года Иоганн Мюллер женился на Катерине Фабриции Иоганетте фон Вестерфельд (1761—1830). В этом браке родились пятеро детей — две дочери и три сына, но почти все они умерли в младенчестве. Осталась только дочь Фредерика (1784—1841), вышедшая замуж за дармштадтского военного — барона фон Галля; их дочь, внучка Мюллера, — писательница Луиза Шюкинг.
Умер Иоганн фон Мюллер 12 июня 1830 года в Дармштадте.

## Калькулятор и разностная машина

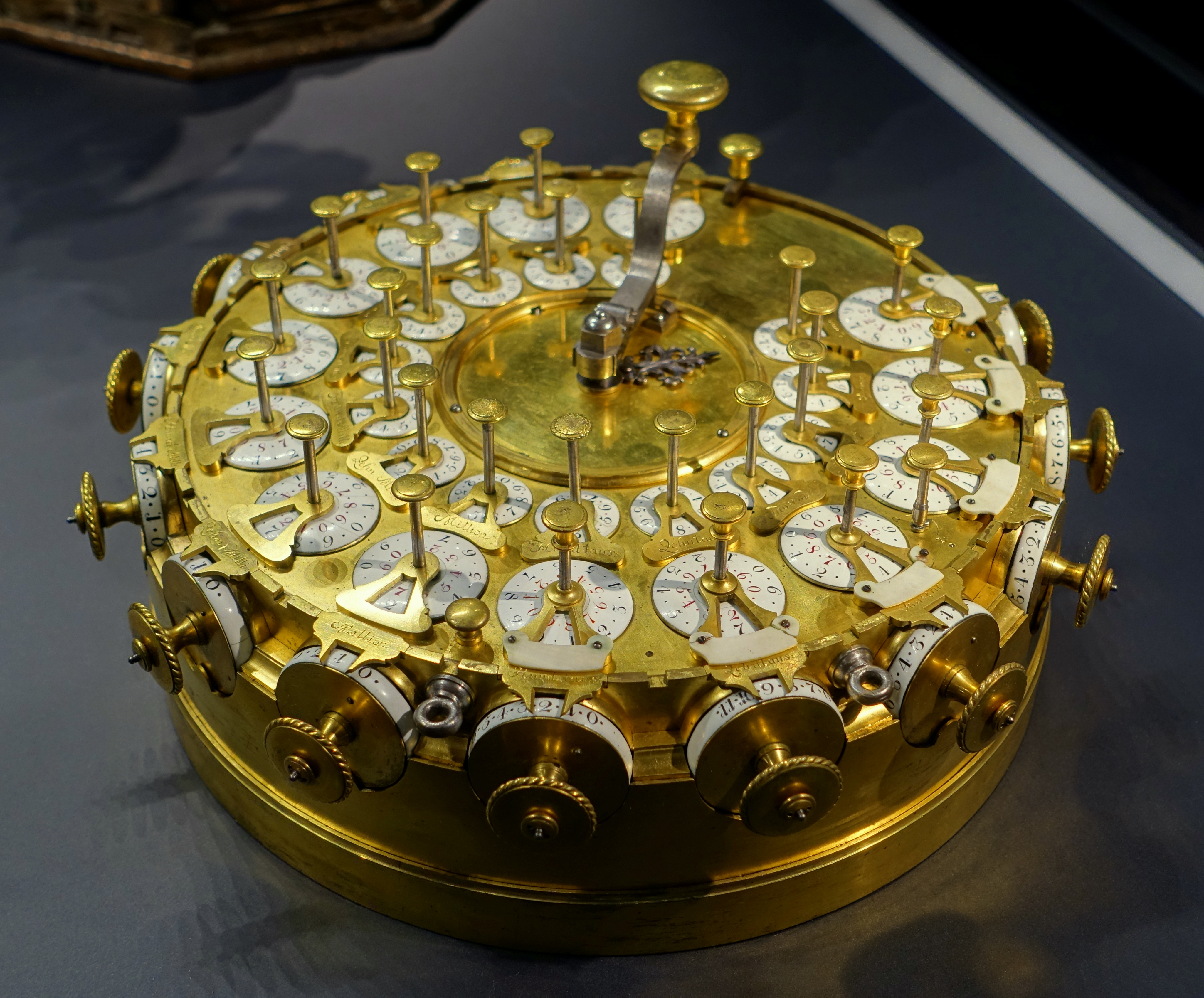
Калькулятор Мюллера, Гессенский государственный музей

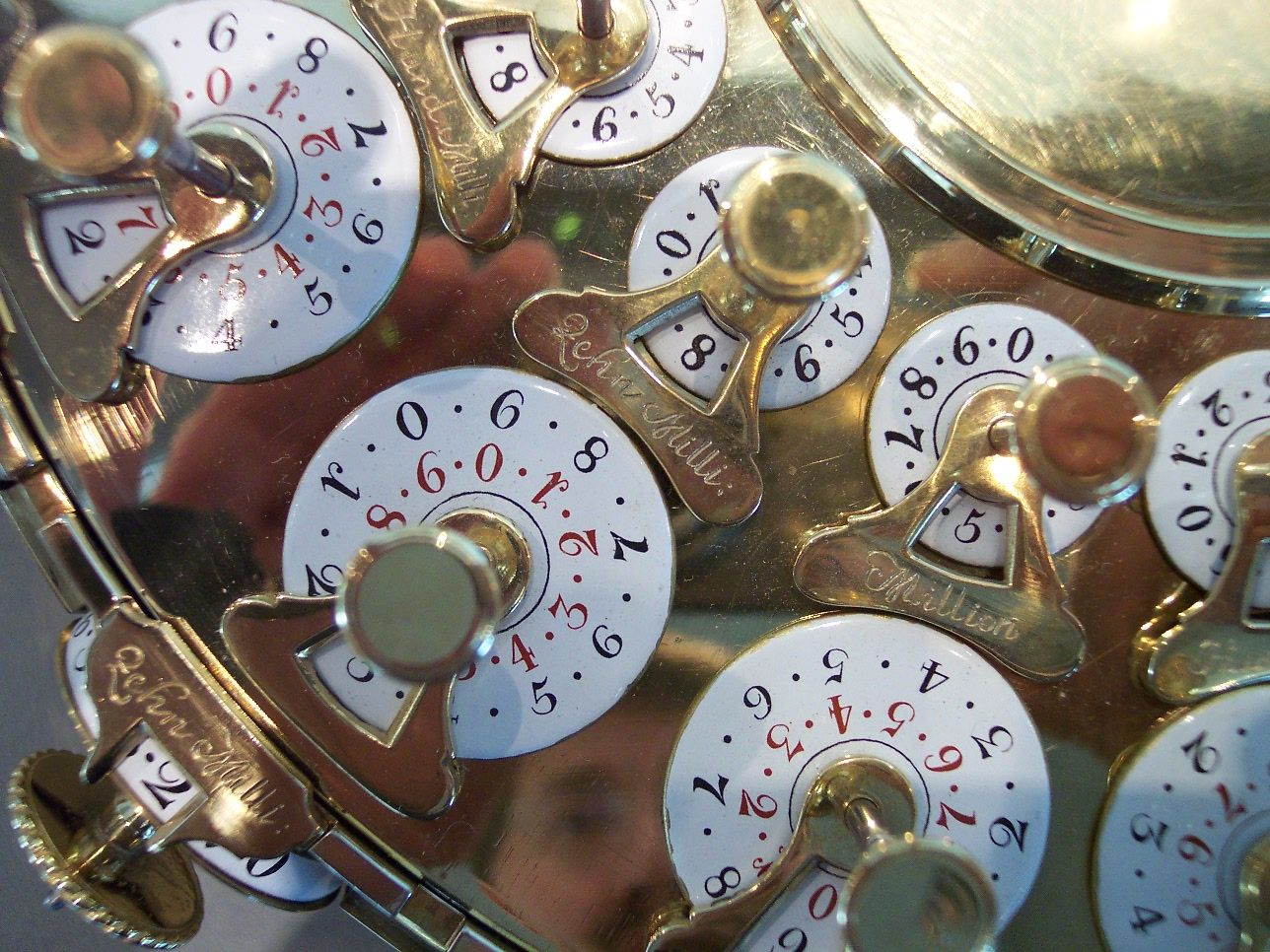
Крупный план

В начале 1780-х годов Мюллеру поступила просьба из офиса местного суперинтендента — проверить и пересчитать некие таблицы объёма брёвен для лесопилок. Для упрощения этой работы Мюллер и придумал свою вычислительную машину — механический сумматор. Вскоре он обнаружил, что требуется выполнение и остальных арифметических действий. На этом этапе он наткнулся на статью своего соотечественника Филиппа Гана с описанием счётной машины, использующей т. н. «шаговые барабаны Лейбница». На основе этой статьи Мюллер и начал разработку своего калькулятора, внеся в конструкцию свои усовершенствования.
В 1782 году Мюллер завершил проект и заказал изготовление часовщику в Дармштадте. 20 июня 1784 года машина была готова. 24 июня 1784 года Мюллер продемонстрировал калькулятор в Гёттингенской академии наук, за что был принят в её члены. В июле 1784 он также опубликовал в журнале Göttingische Anzeigen von gelehrten Sachen статью с описанием устройства.
Калькулятор мог выполнять четыре арифметических действия над двумя 14-разрядными числами. Операнды задавались вращающимися рукоятками. Предусматривался переход на другую систему счисления заменой шаговых барабанов.
Книга с пересчитанными на калькуляторе таблицами была опубликована в 1788 году.
В настоящее время калькулятор Мюллера хранится в Гессенском государственном музее, г. Дармштадт.
После завершения работы над калькулятором, в 1786 году Мюллер написал руководство по эксплуатации, в приложении к которому описал идеи по дальнейшему усовершенствованию. Кроме мыслей о полезности печатающего модуля для фиксации результатов, он также изложил идею о машине, использующую в вычислениях разностный метод. Но первые письменные упоминания о базовых принципах построения такой машины содержатся в письме Мюллера математику Альбрехту Мейстеру (нем. Albrecht Ludwig Friedrich Meister), датированном 10 сентября 1784 года.
Дальнейшего развития эта концепция не получила. Мюллер не смог найти инвестора для изготовления такой машины, равно как и для запуска производства калькуляторов. Первая же построенная Бэббиджем в 1822 году разностная машина основана в первую очередь на работах французского математика Гаспара де Прони. Беббидж был знаком со статьёй Мюллера в переводе Джона Гершеля, но поскольку дата перевода неизвестна - было ли это до постройки Беббиджем машины или уже после, то остаётся неизвестным, находился ли Беббидж под влиянием идей Мюллера.